# Katharina Hacker
Pour les articles homonymes, voir Hacker.
Katharina Hacker (née le 11 janvier 1967 à Francfort-sur-le-Main) est une écrivaine allemande. Elle écrit des romans, des essais et traduit également de l'hébreu en allemand. 

## Récompenses et prix
- 2001 Bourse de résidence du château de Wiepersdorf
- 2005 Prix Stadtschreiber de Bergen-Enkheim
- 2006 Deutscher Buchpreis
- 2006 Prix littéraire de Düsseldorf
- 2010 Prix Stefan Andres.

## Œuvres traduites en français
- Démunis, ((de) Habenichts) traduit de l'allemand par Marie-Claude Auger, Éditions Christian Bourgois, 2008,  (ISBN 978-2-267-01993-3)
- Les fraises de la mère d'Anton, ((de) Die Erdbeeren von Antons Mutter), traduit de l'allemand par Marie-Claude Auger, Éditions Christian Bourgois, 2011,  (ISBN 978-2-267-02210-0)